# Политбюро ЦК КПК 14-го созыва
Политбюро ЦК КПК, избранное в октябре 1992 года на первом пленуме ЦК КПК, избранного XIV съездом КПК, полномочное до следующего XV съезда КПК (1997).
Члены Политбюро приводятся в порядке возрастания количества черт в иероглифе фамилии, жирным шрифтом выделены избранные в состав следующего 15-го созыва, подчёркнуты члены (с курсивом — кандидат в члены) предыдущего 13-го созыва:
(Членство в ЦК предыдущих созывов указано на момент XIV съезда, должности и годы жизни указаны на время полномочий этого созыва Политбюро.)
- Дин Гуаньгэнь (1929 г. р.), секретарь ЦК 14 созыва, заведующий Отделом пропаганды ЦК (1992—2002), кандидат в члены Политбюро 13 созыва, секретарь ЦК 13 созывакоопт. 1989, член ЦК с 12 созывакоопт. 1985
- ВСНП Тянь Цзиюнь (1929 г. р.), 1-й зампред ПК ВСНП (1993—2003), перед чем вице-премьер Госсовета КНР, в 1985 году кооптирован в Секретариат и Политбюро ЦК КПК 12 созыва, член ЦК 12 созыва
- Чжу Жунцзи (1928 г. р.), 1-й по рангу вице-премьер Госсовета КНР (1993—1998) и одновременно директор Народного банка Китая (1993—1995), кандидат в члены ЦК 13 созыва
- ВСНП Цяо Ши (1924 г. р.), председатель ПК ВСНП (1993—1998)
- Лю Хуацин (1916 г. р.), зампред Центрвоенсовета (КПК 11.1989 — 09.1997, КНР 03.1993 — 03.1998), член ЦК 12 созыва
- Цзян Цзэминь (1926 г. р.), генеральный секретарь ЦК КПК (1989—2002) и председатель КНР (1993—2003), председатель ЦВС (1989/90—2004/5), член Посткома Политбюро с 13 созываIV пленум, член Политбюро 13 созыва, член ЦК с 12 созыва
- Ли Пэн (1928 г. р.), Премьер Госсовета КНР (1987—1998), член Посткома Политбюро с 13 созыва[уточнить]
- Ли Ланьцин (род. 1932), 4-й по рангу вице-премьер Госсовета КНР (1993—1998), кандидат в члены ЦК 13 созыва.
- Ли Теин (1936 г. р.), член Госсовета КНР (1988—1998) и глава госкомитета по экономической реструктуризации КНР (1993—1998), член Политбюро с 13 созыва
- Ли Жуйхуань (1934 г. р.), председатель ВК НПКСК (1993—2003), член Политбюро 13 созыва, в 1989 году кооптирован в Секретариат ЦК КПК и Постком Политбюро ЦК КПК, член ЦК 12 созыва
- Ян Байбин (1920 г. р.), брат Ян Шанкуня, вместе с которым оказался в опале, секретарь ЦК КПК 13 созываV пленум
- У Банго (1941 г. р.), глава Шанхайского горкома КПК (1991—1994), секретарь ЦК 14 созываIV пленум, вице-премьер Госсовета КНР (1995—2003, до 1998 года — 5-й по рангу), кандидат в члены ЦК с 12 созыва
- Цзоу Цзяхуа (1926 г. р.), вице-премьер Госсовета КНР (1991—1998, с 1993 года второй по рангу), член ЦК с 12 созыва (кандидат 11 созыва)
- Чэнь Ситун (1930 г. р.), глава Пекинского горкома КПК (1992—1995), член ЦК с 12 созыва (исключён в 1995 году)
- Ху Цзиньтао (1942 г. р.), 1-й секретарь ЦК 14 созыва, член ЦК с 12 созыва (первоначально кандидат)
- Цзян Чуньюнь (1930 г. р.), глава парткома пров. Шаньдун (1989—1994), вице-премьер Госсовета КНР (1995—1998), секретарь ЦК 14 созывакооптирован на IV пленуме, член ЦК 13 созыва
- Цянь Цичэнь (1928 г. р.), вице-премьер Госсовета КНР (1993—2003, до 1998 года третий по рангу), член ЦК 13 созыва (кандидат 12 созыва)
- Вэй Цзяньсин (1931 г. р.), глава ЦКПД (1992-2002), председатель ВФП (1993—2002), глава Пекинского горкома КПК (1995—1997), секретарь ЦК 14 созыва, член ЦК 13 созыва (кандидат 12 созыва)
- Се Фэй (1932 г. р.), глава парткома пров. Гуандун (1991—1998), член ЦК 13 созыва
- en:Tan Shaowen (1929-1993), глава Тяньцзиньского горкома КПК (1989—1993), не входил в ЦК до этого созыва[1]
- Кандидаты в члены Политбюро (по числу полученных голосов):
  -  Вэнь Цзябао (1942 г. р.), секретарь ЦК 14 созыва, до 1993 года начальник Канцелярии ЦК КПК, кандидат в член Секретариата ЦК 13 созыва, член ЦК с 13 созыва
  - ВСНП Ван Ханьбин (1925 г. р.), зампред ПК ВСНП (1988—1998, с 1993 второй по перечислению), член ЦК с 12 созыва

Единственным членом Политбюро, кто не входил в ЦК до этого созыва, стал Tan Shaowen.
Из 20 членов и 2 кандидатов в члены:
- Семеро входили в состав предыдущего 13-го созыва Политбюро (в их числе один — кандидатом в члены)
- 15 будут переизбраны в состав следующего 15-го созыва (в их числе один — из кандидатов в члены)
- Один из членов — Тань в 1993 году — умер в должности